# Riebeek-Kasteel
Riebeek-Kasteel este un oraș din provincia Wes-Kaap, Africa de Sud.